# Tossens
Tossens est un quartier de la commune allemande de Butjadingen, dans l'arrondissement de Wesermarsch, Land de Basse-Saxe.

## Géographie
Tossens est situé sur la péninsule de Butjadingen, directement sur l'Innenjade, en face de la ville de Wilhelmshaven.

## Histoire
Depuis 1420, il existe une première chapelle à Tossens. Après la défaite finale des Frisons en 1514, Tossens appartient au comté d'Oldenbourg. En 1523, le village a sa propre paroisse. En 1635, l'église est agrandie. En 1892, Tossens reçoit le titre Nordseebad. La commune de Tossens est constituée en 1933 avec Eckwarden, Langwarden, Burhave, Waddens et Stollhamm dans la nouvelle commune de Burhave, renommée en 1936 Butjadingen. En 1948, la commune indépendante de Langwarden est fondée avec un siège à Tossens. Le 1er mars 1974, la municipalité de Butjadingen est créée à partir des communes de Langwarden, Burhave et Stollhamm.

## Personnalités
- Gerhard Friedrich von Buschmann (1780-1856), diplomate allemand.

## Source, notes et références
- (de) Cet article est partiellement ou en totalité issu de l’article de Wikipédia en allemand intitulé « Tossens » (voir la liste des auteurs).